# Del Harris
Delmer W. Harris (Plainfield, Indiana; 18 de junio de 1937) es un exentrenador de baloncesto estadounidense. Entrenó a varios equipos NBA (Rockets, Bucks y Lakers) y luego fue asistente durante varios años hasta su retirada en 2012. Actualmente es el vicepresidente de los Texas Legends, el equipo de la G League filial de los Dallas Mavericks.

## Carrera como entrenador
Harris fue entrenador de Earlham College en Richmond, Indiana, antes de comenzar su carrera en la NBA como ayudante en Utah Jazz.
Posteriormente sería entrenador de Houston Rockets (1979-1983) donde llevó a los Rockets a las Finales de la NBA en 1981, perdiéndola ante Boston Celtics (4-2).
Luego pasó a Milwaukee Bucks, primero como ayudante de Don Nelson (1986-87) y más tarde como entrenador principal durante 4 temporadas (1987-1991).
En 1994 trabajó con la selección canadiense, entrenada por Ken Shields.
Luego fue entrenador jefe de Los Angeles Lakers durante 5 temporadas (1994-1999), en las que coincidió con el 'rookie' Kobe Bryant.
Su siguiente etapa fue como ayudante del entrenador Avery Johnson en Dallas Mavericks (2000-2007).
Durante ese periodo también entrenó a la selección China en los Juegos Olímpicos de Atenas 2004, donde dieron la sorpresa ganando al combinado serbio bajo el mando de su estrella Yao Ming, pívot de los Rockets.
En la temporada 2008-09 ejerció las funciones de asistente en los Chicago Bulls al lado de Vinny Del Negro.
Luego se marchó a los New Jersey Nets por una temporada (2009-10) como ayudante de Kiki VanDeWeghe y finalmente fue entrenador principal de los Texas Legends de la G League (2011-12).

## Vida personal
Nativo de Plainfield, Indiana, Harris tiene cuatro hijos (Alex, Larry, Stan, y Dominic) y una hija (Carey) y todos ellos han jugado al baloncesto a nivel universitario.
Su hijo Larry fue General Manager de los Bucks (2003–2008).

## Estadísticas como entrenador

### Universidad
| Equipo  | Año     | División                | V-D    | V-D Conf. | Finalizado | Resultado                 |
| ------- | ------- | ----------------------- | ------ | --------- | ---------- | ------------------------- |
| Earlham | 1965–66 | Independent             | 14–8   |           |            |                           |
| Earlham | 1966–67 | Hoosier College         | 15–9   | 6–6       | 4º         |                           |
| Earlham | 1967–68 | Hoosier College         | 25–3   | 11–1      | 1º         | NAIA District 21 Playoffs |
| Earlham | 1968–69 | Hoosier College         | 18–8   | 9–3       | 2º         | NAIA District 21 Playoffs |
| Earlham | 1969–70 | Hoosier College         | 22–8   | 10–2      | 2º         | NAIA District 21 Playoffs |
| Earlham | 1970–71 | Hoosier College         | 24–5   | 7–1       | 1º         | NAIA Second Round         |
| Earlham | 1971–72 | Hoosier College         | 21–9   | 7–1       | 1º         | NAIA District 21 Playoffs |
| Earlham | 1972–73 | Hoosier–Buckeye College | 17–11  | 10–6      | 3º         | NAIA District 21 Playoffs |
| Earlham | 1973–74 | Hoosier–Buckeye College | 19–9   | 10–6      | 3º         | NAIA District 21 Playoffs |
| Total   | Total   | Total                   | 175–70 | 70–26     |            |                           |

### NBA
| Equipo      | Año     | P     | V   | D   | V–D% | Finalizado    | PP | VP | DP | PV–D% | Resultado                      |
| ----------- | ------- | ----- | --- | --- | ---- | ------------- | -- | -- | -- | ----- | ------------------------------ |
| Houston     | 1979-80 | 82    | 41  | 41  | .500 | 2º en Central | 7  | 2  | 5  | .286  | Pierde en Semifinales de Conf. |
| Houston     | 1980-81 | 82    | 40  | 42  | .488 | 2º en Midwest | 21 | 12 | 9  | .571  | Pierde en Finales NBA          |
| Houston     | 1981-82 | 82    | 46  | 36  | .561 | 2º en Midwest | 3  | 1  | 2  | .333  | Pierde en Primera ronda        |
| Houston     | 1982-83 | 82    | 14  | 68  | .171 | 6º en Midwest | —  | —  | —  | —     | No clasifica para Playoffs     |
| Milwaukee   | 1987-88 | 82    | 42  | 40  | .512 | 4º en Central | 5  | 2  | 3  | .400  | Pierde en Primera ronda        |
| Milwaukee   | 1988-89 | 82    | 49  | 33  | .598 | 4º en Central | 9  | 3  | 6  | .333  | Pierde en Semifinales de Conf. |
| Milwaukee   | 1989-90 | 82    | 44  | 38  | .537 | 3º en Central | 4  | 1  | 3  | .250  | Pierde en Primera ronda        |
| Milwaukee   | 1990-91 | 82    | 48  | 34  | .585 | 3º en Central | 3  | 0  | 3  | .000  | Pierde en Primera ronda        |
| Milwaukee   | 1991-92 | 17    | 8   | 9   | .471 | (cesado)      | —  | —  | —  | —     | —                              |
| L.A. Lakers | 1994-95 | 82    | 48  | 34  | .585 | 3º en Pacific | 10 | 5  | 5  | .500  | Pierde en Semifinales de Conf. |
| L.A. Lakers | 1995-96 | 82    | 53  | 29  | .646 | 2º en Pacific | 4  | 1  | 3  | .250  | Pierde en Primera ronda        |
| L.A. Lakers | 1996-97 | 82    | 56  | 26  | .683 | 2º en Pacific | 9  | 4  | 5  | .444  | Pierde en Semifinales de Conf. |
| L.A. Lakers | 1997-98 | 82    | 61  | 21  | .744 | 1º en Pacific | 13 | 7  | 6  | .538  | Pierde en Finales de Conf.     |
| L.A. Lakers | 1998-99 | 12    | 6   | 6   | .500 | (cesado)      | —  | —  | —  | —     | —                              |
| Total       | Total   | 1,013 | 556 | 457 | .549 |               | 88 | 38 | 50 | .432  |                                |

### D-League
| Equipo        | Año     | P  | V  | D  | V–D% | Finalizado    | PP | VP | DP | PV–D% | Resultado                  |
| ------------- | ------- | -- | -- | -- | ---- | ------------- | -- | -- | -- | ----- | -------------------------- |
| Texas Legends | 2011–12 | 50 | 24 | 26 | .480 | 4º en Western | —  | —  | —  | —     | No clasifica para Playoffs |